# Portlligat

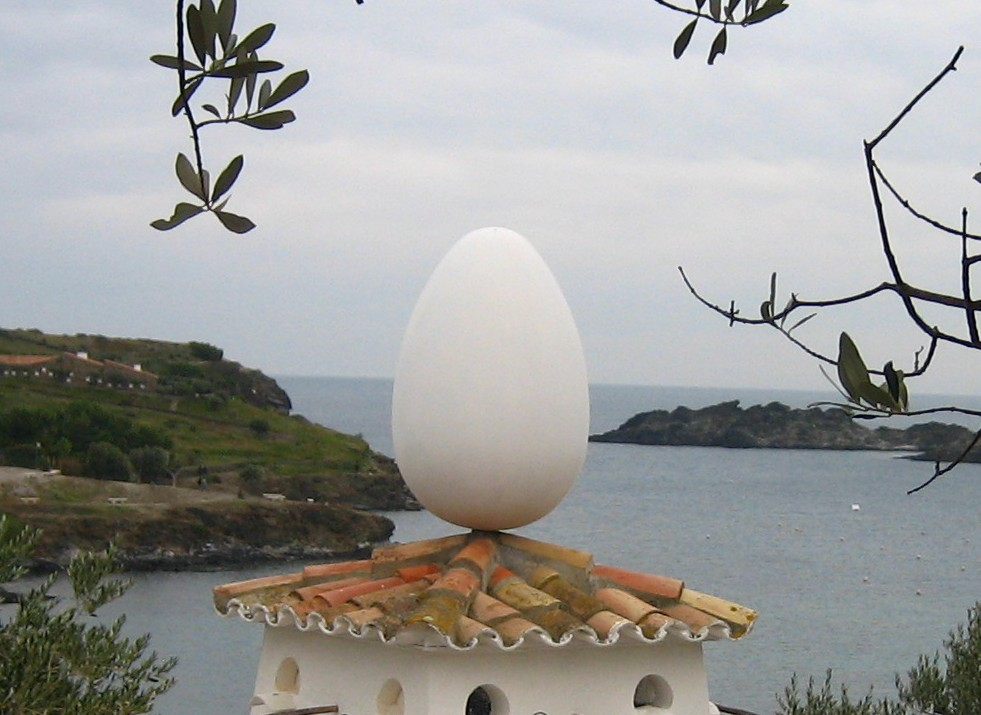
Portlligat desde la Casa Museo de Salvador Dalí.

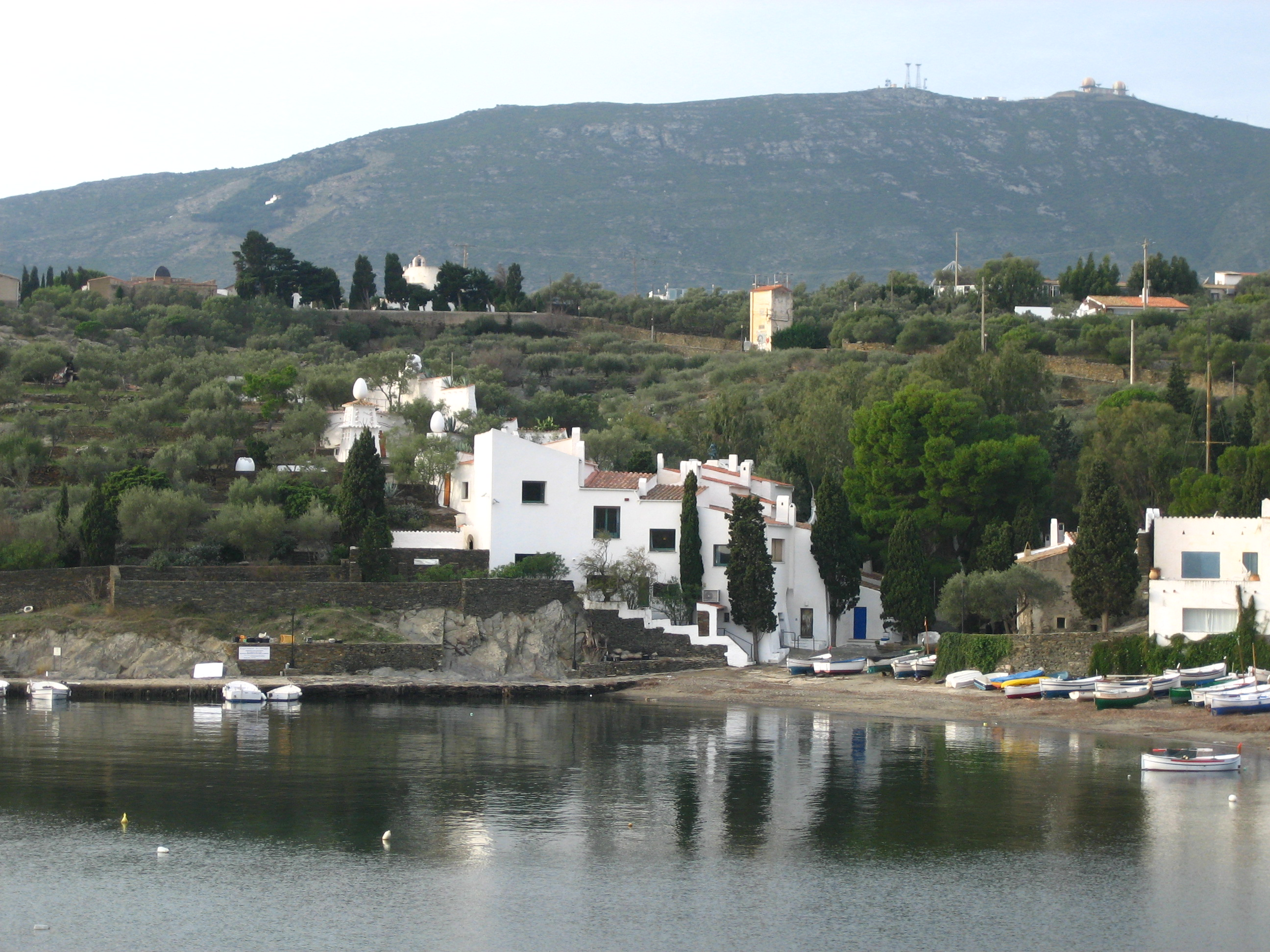
Vista general de la Casa Museo de Salvador Dalí en Portlligat.

Portlligat o Port Lligat es un pequeño pueblo mediterráneo en el término municipal de Cadaqués (Gerona), situado en una cala del cabo de Creus, España.
Este lugar es conocido internacionalmente por ser el lugar de residencia de Salvador Dalí. En lo que fue su casa hoy se puede visitar la Casa Museo Salvador Dalí. Salvador Dalí vivió en esa casa que él mismo diseñó, a pocas horas al norte de Barcelona, en la región de la Costa Brava. Dalí vivió aquí desde 1930 hasta la muerte de Gala, su esposa en 1982, y la colección un tanto incoherente de tres cabañas de pescadores es ahora un museo que ofrece un pequeño vistazo a su vida única.
Dalí fue citado diciendo que el sol se levantaba sobre su cama antes que en cualquier otro lugar en España, ya que él ponía su cabeza hacia abajo hacia el punto más oriental de España (se refería a la España peninsular, el punto más oriental de España se halla en la isla de Menorca). Ideó un sistema múltiple de espejos ingenioso para que los primeros rayos de sol de la mañana le dieran directamente en la casa.
La orografía de Portlligat está caracterizada por una pequeña bahía resguardada del mar Mediterráneo por una pequeña isla, la Isla de Portlligat, imagen que fue inmortalizada por el pintor ampurdanés en algunas de sus obras.